# Parker (nome)
Parker  è un nome proprio di persona inglese maschile e femminile.

## Origine e diffusione
Riprende il cognome inglese Parker, di origine occupazionale; significa infatti "custode del parco".

## Onomastico
Il nome è adespota, ossia privo di santo patrono, quindi l'onomastico può essere festeggiato il 1º novembre, festa di Ognissanti.

## Persone

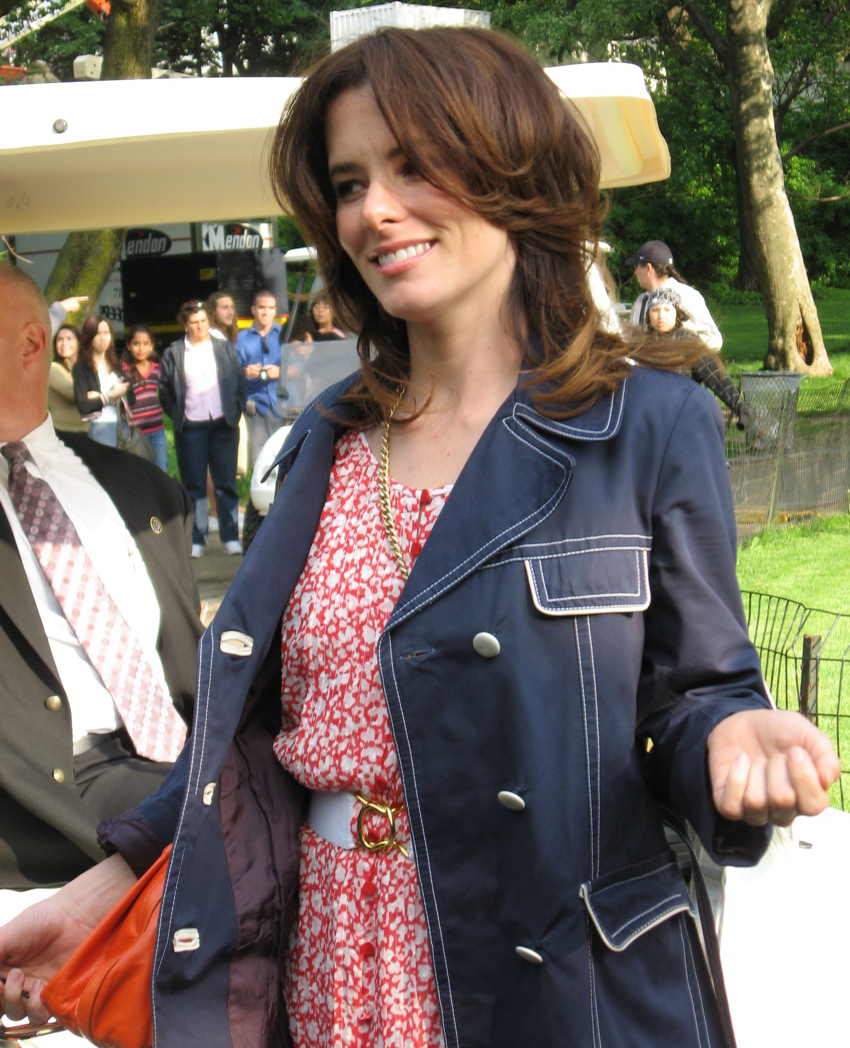
Parker Posey

### Femminile
- Parker Posey, attrice statunitense
- Parker McKenna Posey, attrice statunitense

### Maschile
- Parker Bolek, attore statunitense
- Parker Hall, giocatore di football americano statunitense
- Parker MacDonald, hockeista su ghiaccio e allenatore di hockey su ghiacci canadese
- Parker Stevenson, attore statunitense
- Parker Vooris, bobbista statunitense
- Parker Williams, pornoattore statunitense
- Parker Young, attore e modello statunitense

## Il nome nelle arti
- Parker Lee è un personaggio della serie televisiva Veronica Mars.
- Parker Lloyd Lewis è un personaggio della serie televisiva Parker Lewis.
- Parker Luciani è un personaggio del videogioco Resident Evil: Revelations.
- Parker Pyne è un personaggio dei romanzi di Agatha Christie.
- Parker Robbins, più noto come Hood, è un personaggio dei fumetti Marvel Comics.